# 6153 Hershey
6153 Hershey eller 1990 OB är en asteroid i huvudbältet som upptäcktes 19 juli 1990 av den amerikanske astronomen Eleanor F. Helin vid Palomar-observatoriet. Den är uppkallad efter Wesley Lamar Hershey.
Asteroiden har en diameter på ungefär 19 kilometer.